# Markies van Casa Irujo

Wapen van de markies van Casa Irujo

Markies van Casa Irujo (Spaans: Marqués de Casa Irujo) is een in 1803 gecreëerde Spaanse adellijke titel, sindsdien verbonden aan leden van het geslacht Martínez de Irujo.
De huidige markies voert ook de titel hertog van Sotomayor met Grandeza. Aan de markiezentitel is sinds 1890 tevens een Spaanse Grandeza verbonden. 
- Carlos Martínez de Irujo y Tacón (1765-1824), 1e markies van Casa Irujo, diplomaat en staatssecretaris
- Carlos Martínez de Irujo y McKean (1802-1855), 2e markies van Casa Irujo, diplomaat
- Carlos Martínez de Irujo y del Alcázar (1846-1909), 3e markies van Casa Irujo en erfgenaam van de hertogin van Sotomayor, hofdignitaris en grootmeester van de koninklijke paleizen onder koning Alfonso XIII
- Carlos Martínez de Irujo y Crespo (1948), sinds 1980 de huidige, 7e markies van Casa Irujo en de 12e hertog van Sotomayor